# Třída Freccia (1965)
Třída Freccia byla třída rychlých útočných člunů italského námořnictva. Dle konkrétní mise mohly být vyzbrojeny jako dělové čluny, torpédové čluny, nebo minonosky. Celkem byly postaveny dvě jednotky této třídy. Ve službě byly v letech 1965–1986. Stavba dalších svou byla zrušena.

## Stavba
Další vývoj předcházející třídy Lampo. Hlavní odlišností bylo využití jiného typu plynové turbíny. Objednána byla stavba čtyři jednotek této třídy (MC590 až MC593), přičemž v letech 1965–1966 byly v italské loděnici Cantieri Navali del Tirreno Riuniti (CNR) v Riva Trigoso ve městě Janov a další italské loděnici Cantieri Riuniti dell'Adriatico (CRDA) v Monfalcone dokončeny pouze první dva čluny. Stavba třetího byla zrušena během stavby a čtvrtého ještě před jejím zahájením. Námořnictvo totiž o tato plavidla ztratilo zájem ve prospěch křídlových raketových člunů třídy Sparviero.
Jednotky třídy Freccia:
| Jméno                    | Loděnice           | Založení kýlu   | Spuštěna na vodu | Uvedena do služby | Osudy                                                                                 |
| ------------------------ | ------------------ | --------------- | ---------------- | ----------------- | ------------------------------------------------------------------------------------- |
| Freccia (P493, ex MC590) | CNR                | 30. dubna 1963  | 9. ledna 1965    | 6. července 1965  | Dokončen jako MC590, ale v září 1965 přejmenován na Freccia. Vyřazena 15. února 1984. |
| Saetta (P494, ex MC591)  | CRDA               | 11. června 1964 | 11. dubna 1965   | 25. dubna 1966    | Vyřazena 15. května 1986.                                                             |
| Dardo (P495, ex MC592)   | Marinarsen Taranto | 10. června 1964 | –                | –                 | Stavba zrušena 1965.                                                                  |
| Strale (MC593)           | –                  | –               | –                | –                 | Zrušeno před zahájením stavby.                                                        |

## Konstrukce
Plavidla jsou vybavena radarem RTN-150. Složení výzbroje mohlo být upravováno dle typu mise. Přestavba měla trvat jeden den. V roli dělového člunu nesly tři 40mm kanóny Breda typ 107. Jako torpédové čluny nesly jeden 40mm kanón Breda typ 107 a čtyři 533mm torpédomety. Další variantou byl 40mm kanón Breda typ 107 a osm námořních min. Možných kombinací bylo ještě více (např. protiponorková). Pohonný systém měl koncepci CODAG. Tvořa jej plynová turbína Marine Proteus o výkonu 4250 hp a dva diesely Fiat, každý o výkonu 3650 hp, pohánějící tři lodní šrouby. Nejvyšší rychlost přesahuje 40 uzlů. Dosah byl 800 námořních mil při rychlosti 27 uzlů.

### Modifikace
Člun Saetta byl použit k testování protilodních střel krátkého dosahu Sea Killer. Vybaven byl pětinásobným odpalovacím zařízením těchto střel.